# Glub Glub
Glub Glub  foi um programa infantil brasileiro produzido e exibido pela TV Cultura originalmente entre 9 de setembro de 1991 e 24 de setembro de 1999. O programa contava a história de dois peixes chamados Glub – um macho e uma fêmea – que viviam desventuras no fundo do mar e falavam sobre temas ecológicos, tendo desenhos exibidos intercalados às histórias deles.
Foi criado e roteirizado por Lilian Iaki e posteriormente roteirizado por Flávio de Souza, com direção de Arcângelo Mello Junior, direção gráfica e artística de Flávio Del Carlo e produção de Franscisco Miguel Ardito, Edson Rodrigues, Elizabeth Alves Rodrigues, Maisa Zakzuk e Ivan Rocha Soares.

## Produção
O programa teve sua origem como um quadro do programa Rátimbum, onde dois peixes conversavam no fundo do mar. O Glub era interpretado por Carlos Mariano enquanto a Glub era interpretada por Cecília Homem de Melo. Tempos depois surgiu o programa Glub Glub inspirado nesse quadro. Carlos Mariano continuou como o Glub, mas a Glub passou a ser interpretada por Gisela Arantes. As histórias e os diálogos foram evoluindo e caiam para o humor, com o tempo o programa fez um sucesso enorme.
Além de seu valor educativo, o programa fez sucesso por apresentar ao Brasil várias animações estrangeiras um tanto alternativas. Vindas de países como Alemanha, República Tcheca, Inglaterra, França e Bélgica, eram produzidas através das mais diferentes técnicas, incluindo stop motion, bonecos live action (com atores fantasiados), entre outras. Assim, o programa seguiu exibindo seus desenhos até o ano de 1995 onde passou por uma reformulação. Foi criado um programa especial exibido em horário nobre  onde foram exibidos vários desenhos novos. Depois disso o Glub Glub voltou ao seu horário normal, mas a partir desse dia vários desenhos que eram exibidos desde a estreia do programa foram substituídos pelos novos enquanto outros se tornaram mais raros. Até hoje, Glub Glub ainda é um dos blocos de animação mais importantes que o Brasil já teve.

### Retorno
Em 1 de setembro de 2006 o programa voltou a ser exibido com o mesmo elenco na TV Rá-Tim-Bum, pertencente à TV Cultura, onde ganhou uma nova temporada com 26 episódios diários e um aprofundamento maior da biologia marinha, com a ausência da exibição de desenhos.

## O programa
O programa girava em torno de dois peixes que se chamavam Glub – um macho e uma fêmea – em um ponto no fundo do oceano onde uma televisão havia caído de um barco e era abastecida pela energia de um peixe-elétrico. Os dois amigos assistiam desenhos animados e discutiam sobre temas que estavam ocorrendo em suas vidas, fazendo uma analogia aos problemas e situações que uma criança normal vivia e que o programa poderia auxiliar a resolver de forma correta, além de falarem sobre temas relacionados ao meio-ambiente e animais curiosos do fundo do mar. Na terceira temporada entra uma terceira personagem, o caranguejo fêmea Carol. A ideia do programa era sempre abordar temáticas envolvendo a vida das crianças de forma lúdica entre as animações e, assim, contribuir para a educação e formação.

## Elenco
| Ator           | Personagem |
| -------------- | ---------- |
| Gisela Arantes | Glub       |
| Carlos Mariano | Glub       |
| Andrea Pozzi   | Carol      |

## Atrações Exibidas
- Arrume Tudo e Pare com Isso
- As Aventuras de Morph
- A Baleia Léa
- Bertha e a Fábrica
- Bojan
- Brollys, Os
- Cobi e Sua Turma
- Cachorrinhos, Os
- Capitão Urso Azul e Suas Histórias de Marinheiro
- Coelhinho
- Crianças no Caixote
- Dodo
- Ernest, o Vampiro
- 3 desenhos com o nome "Fábulas"
- Fábulas de Esopo
- Frutas e Companhia
- Galinha Pepa
- Gil e Júlia
- Gulp
- Histórias do Urso
- Histórias de Pom Pom
- Jimbo, o Aviãozinho
- Johnson e Seus Amigos
- Jojoaninha
- Lobo
- Naftaline
- Nicolau e a Turma do Quintal
- Minhoca da Maçã
- O Galo Clóvis
- Os Companheiros
- Os Dois Heróis
- Pato Dínamo
- Pequeno Homem Verde
- Phillip, o Rato
- Família Mezga
- Pingu
- Pipi e Cuco
- Plastinots
- Pumuckel
- Ric Corvo
- Rua Dos Pombos
- Salsicha & Salsichão
- Sharo
- Socorro, Vovó
- Sonho de Palhaço
- Toki Doki
- Turma do Bom Clima
- Urbanóides
- Vovô Cornélio
- Zeca e Joca
- Zig & Zag

## Legado
Em 16 de junho de 2009, a Cultura fez um especial comemorando seus 40 anos onde exibiu diversos programas marcantes, entre eles a versão original do Glub Glub, que já não era exibida há 10 anos, em uma apresentação única. Porém, o programa foi ao ar sem os clássicos desenhos que marcaram época entre 91 a 99 e foi feita uma edição de vários momentos que resultou nos dois únicos episódios que foram ao ar.
E no dia 23 de Junho de 2014 a cultura homenageou novamente o programa. A emissora completou quarenta e cinco anos e reprisou alguns de seus programas que marcaram épocas, entre eles o Glub Glub. Dessa vez o próprio ator Carlos Mariano (O Glub) apresentou o programa, falando de como foi ter participado, algumas histórias que envolveram o programa, como ele surgiu e como eram as gravações. Foram exibidos também momentos de gravações da época. O Glub Glub foi ao ar com três episódios editados que foram exibidos duas vezes nesse dia, novamente sem os clássicos desenhos. Provavelmente por que faz muito tempo que as exibições originais foram exibidas e talvez a Cultura nem tenha mais o direito de exibição deles.